# Marielle Hubert
Pour les articles homonymes, voir Hubert.
Œuvres principales
Ceux du noir (2022)

Il ne faut rien dire (2024)
Marielle Hubert, née à Maisons-Laffitte en 1983 est une autrice et metteuse en scène française.

## Biographie
Née à Maisons-Laffitte, Marielle Hubert fait des études de lettres et de cinéma à la Fémis. Comédienne de 1995 à 1998 au Théâtre de Sartrouville et des Yvelines, elle dirige ensuite une compagnie de théâtre à Lyon, La folie nous suit, jusqu'en 2015, dont elle est metteuse en scène (mise en scène, notamment du Nuage en Pantalon de Vladimir Maïakovski). Elle écrit conjointement de la poésie. 
Elle s'est ensuite consacrée davantage à une œuvre de fiction ou récit, en publiant Ceux du noir, chez P.O.L , qui interroge la possibilité « d'une véritable littérature adolescente, une troisième voie ou voix, entre l'infans qui ne parle pas et les adultes « qui discutent» ». Dans son deuxième livre, Il ne faut rien dire, paru chez le même éditeur en 2024, Marielle Hubert livre le « récit âpre et perturbant sur la mère et l’enfance incurable » de celle-ci et des secrets qui l'entourent, dans un style « mi-fiction et mi-document » et « qui recourt ouvertement à la fiction pour combler les blancs et [...] se dresser contre le silence et les mensonges »’’’. 
Lauréate du Prix de la révélation du deuxième roman de la SGDL (Société des Gens De Lettres) en 2024 pour Il ne faut rien dire, elle est membre du jury pour le prix en 2025. 
Elle contribue également à la revue littéraire Aventures (Gallimard).

## Influences
Parmi les auteurs et autrices marquantes, Marielle Hubert cite Marguerite Duras, Hervé Guibert ainsi que Thomas Giraud et Mathieu Riboulet. La critique a également relevé l'important travail du langage auquel elle se livre, un « style au bord de la poésie ».

## Distinction
- Prix Révélation de printemps de la SGDL en 2024[15]